# Пещера (град)
Вижте пояснителната страница за други значения на Пещера.
Пѐщера е град в Южна България, област Пазарджик. Той е административен център на община Пещера. Градът е трети по големина в областта след Пазарджик и Велинград.
По данни на ГРАО към 15 септември 2023 г. в града живеят 19 957 души по настоящ адрес и 21 544 души по постоянен адрес.

## География
Град Пещера се намира в предпланината (461 m н.в.), на границата с Горнотракийската низина, в близост до градовете Батак и Брацигово, на 17 km от Пазарджик, 36 km от Пловдив и на 123 km от София. На 0,5 km от града в североизточна посока се отделя пътят за областния център, чрез който се осъществява пряка транспортна връзка със селищата от общината с. Радилово и с. Капитан Димитриево.
Климатът в общината е умерен, без резки температурни колебания. Средната надморска височина на град Пещера е 461 m. Средната годишна температура е 12,6 °С. Валежите са сравнително добри: 670 – 680 l/m² годишно.

## История
Ранна история
Град Пещера е селище с твърде стара и интересна история. Най-ранните човешки следи датират от епохата на неолита. Откритите находки дават основание на изследователите да заключат, че през бронзовата епоха пещерите Снежанка и Юбилейна са били обитаеми. В продължение на хилядолетия този край е обитаван от тракийското племе беси, изпитало влиянието на римляни и византийци.
Възникването на селището в пещерската котловина е станало през втората половина на IV век пр. Хр. Най-трайно е взаимодействието по-късно на траки, българи и славяни. Свидетелство за това са откритите останки в околностите от хилядолетна култура – кюпове с обгорено жито, строителни материали, оръжия, оръдия на труда, монети, накити, култови предмети, саркофази, мостове, останки от калдъръмени пътища и от крепостите Киево кале, Перун, Тъмра, Св. Никола, Св. Петка и др.
Няколко са предположенията за името на град Пещера, но надделява това за пещерите в околностите. Най-ранният писмен документ за съществуването на селището под името „Пещера“ е от 1479 г. По онова време Пещера е в тимара на някой си Мустафа, заедно с още 41 селища.
Възраждане
В края на XVIII век притеснени от албанските насилия в Пещера се заселват българи от костурските села Омотско и Орешче и образуват горната Габер махала.
Във възрожденската епоха е извършено огромно строителство на църкви, мостове, чешми, къщи, училища от майсторите на пещерската архитектурно-строителна школа. Тяхно дело са монументалните църкви „Св. Димитър“, „Св. Петка“ и „Св. Богородица“ в Пещера, „Св. Марина“ в Пловдив, „Св. Богородица“ в Пазарджик и часовниковата кула в Пещера.
Първото светско българско училище в Пещера е създадено през 1848 г., а читалището „Надежда“ – през 1873 г. Изтъкнат възрожденски учител, преподавал в Пещера е Михаил Куманов. В Пещера е роден Спас Зафиров– учител на Иван Вазов, Христо Ботев и една плеяда изтъкнати възрожденци, учителствал в Татар Пазарджик, Пловдив, Калофер и отново в Пловдив. Известен е като изтъкнат пловдивски възрожденски учител. Не е бил учител на Васил Левски, както погрешно изтъкват някои съвременни изследователи на историята на Пещера, водени от патриотичните си подбуди към град Пещера. Васил Левски е завършил курс за свещеници в Пловдивската мъжка гимназия "Св. св. Кирил и Методий" (днес Пловдивска духовна семинария) две години преди Спас Зафиров да се завърне в Пловдив като учител. Спас Зафиров е баща на генерал Атила Зафиров.
В хайдушката чета на войводата Тодор Банчев от село Радилово от Пещера стават хайдути: Тодор Фиданов, Сотир Келеш и Динко. В националноосвободителната борба Пещера дава на България Димитър и Атанас Горови и Георги Зафиров. В Опълчението участват от Пещера: Нешо Чипев, Никола М. Донски и Георги Стоилов. Градът е освободен в Руско-турската освободителна война на 6 януари 1878 г. от 17-а рота на поручик Панин, а за гарнизон в Пещера остава 8-а рота на кап. Сафонов от 123-ти Козловски полк.
През 1876 г. Пещера има над 800 къщи, от които около 500 български, около 60 арумънски и около 250 турски и цигански. През 1880 г., при първото официално преброяване на града след Освобождението, той има 758 къщи и 3871 жители, от които 2618 българи, 856 турци, 341 гърци (повечето арумъни), 53 цигани и 1 каракачанин. 5 години по-късно населението на града е 4704 души, а къщите – 876.

## Население
Населението на Пещера включва много етнически общности. Преобладаващо е българското население, но има и голям брой турци, роми, гърци и власи (арумъни), като последните имат своя културна организация. Броят на ромите в общината е близо 4000. В Пещера те са разпределени в 2 ромски квартала, като единият е изцяло ромски, а другият е със смесено население. Етносите в Пещера винаги са живели в разбирателство и толерантност.
В Пещера живеят 20 493 души. От тях около 16 500 са българи, има още 2800 цигани, 800 турци, 250 власи и 150 души от други народности.
Пещера е център на архиерейско наместничество на Пловдивската епархия на Българската православна църква.

## Политика
Кмет на община Пещера е Йордан Младенов, заместник-кмет е инж. Николай Атанасов

## Икономика
Икономиката на град Пещера се гради на няколкото индустриални завода, които се намират на територията на града. Пещера е известна с обувната си индустрия.
- „Биовет“ – завод за антибиотици и лекарства
- „Винпром Пещера“ – завод за алкохолни напитки, известен най-вече с ракията си „Пещерска гроздова“ и с „Мастика Пещера“
- „Херкал“ ЕООД – завод за производство на тежки метални конструкции
- „Грибаш“ ООД – завод за производство на боза
- „Comyp“ – обувен завод
- „Nota Bene Shoes“ – обувен завод
- „ГИДО“ ООД – обувен завод
- ”Тара” ЕООД – обувен завод
- „Bari“ – обувен завод
- „Ingiliz“ – обувен завод
- „Свик“ – обувен завод
- „Adi Shoes“ – обувен завод
- „GOTTI“ – обувен завод
- Лазур – хранителна верига
- Герканд – производител на камини, горивни камери и печки
- Гудекс
- „Фреш Клийн Систем“ – строително-предприемаческа фирма
- „Прототип Пещера“ – проектантска фирма

## Забележителности
Туристически
- Късноантичната и средновековна крепост Перистера („Гълъбовата крепост“) се намира на 0,8 km северно по права линия от центъра на град Пещера, в самия край на града вляво от пътя за град Пазарджик. В центъра на мястото има по-стар комплекс от камъни на вероятно тракийско светилище с изсечени скални стъпала. В края на хълма археолозите намират глинени погребални урни с формата на саркофаг, каквито е трудно да се открият при повечето тракийски погребения. Цитаделата на крепостта се разпростира на 3 декара, а вторият пояс крепостни стени загражда 12 декара. Има и трети, най-външен пояс, който тепърва ще се установява. Хълмът, на който е разположена, е известен като Св. Петка, а името Перистера (гълъб, гълъбово място) е споменато за първи път от Иван Попов в неговото изследване „Страници из миналото на Пещера“. Името на крепостта и хълма идват от намиращата се в подножието им църква „Св. Петка“. За останките от крепостта съобщават Ст. Захариев и К. Иречек съответно през 1845 – 1850 г. и 1883 г. Обявена е за паметник на културата с национално значение (2012 г.) По проект по програма „Регионално развитие“ за реставрация, консервация и социална адаптация е извършена частична реставрация на крепостните стени, пълно възстановяване на южната кула (превърната в музей), изградена е съпътстваща инфраструктура. Изградени са 4 беседки за отмора на посетителите и допълнителна пътека за хора в неравностойно положение. Открита е за посещения от 22.05.2014 г.

- Пещера Снежанка е част от Стоте национални туристически обекта на Българския туристически съюз (лятно работно време от 9 до 17:15 ч., зимно от 10 до 16 ч., без почивни дни, има печат на БТС). Тази труднодостъпна пещера се намира в местността Лилова скала на левия бряг на Новомахаленска река, на 380 м над речното легло, на 5 км югозападно от град Пещера в Баташката планина, Западните Родопи. Тя е сред 7-те най-големи благоустроени пещери в България. Открита е на 3 януари 1961 г. Кръстникът е професор Алекси Петров от БАН, дал името ѝ на основание фигурите, напомнящи вълшебната приказка и снежнобяла красота на залите. Дължината ѝ е 220 m и заема площ 3130 m². Има над 600 000 сталактита. Наричана подземен дворец, тя има няколко чудно красиви зали: Зала на гълъбите, Зала на китайските фенери, Голяма зала, Каменната гора.[4] През 1979 г. пещера Снежанка е обявена за природна забележителност. Годишно се посещава от около 10 000 души.

- Пещера Юбилейна се намира на 600 m надморска височина. Дължината ѝ е около 1000 m. Открита е на 12 февруари 1974 г. Веднага е затворена с врата и е запазена. Има разнообразни образувания. Няма пещерна форма на подземния карст, която да липсва в тази пещера. По думите на бившия председател на Българската федерация по пещерно дело тази пещера е училище по спелеология.

- Часовникова кула (Саха̀та). Точната дата на строежа не е установена, но по всяка вероятност е свързана с времето на общото икономическо издигане на града. Регулирането на работния ден в занаятчийските работилници и търговските дюкяни и избягването на нелоялната конкуренция в Пещера е изисквало едновременно „вдигане и спускане на кепенците“ в цялата чаршия под ударите на „Сахата“. Към тези причини за необходимостта от построяване на „Сахата“ в Пещера има и друга. Часовниковата кула не е обслужвала само работещите наблизо и преминаващите, но и мюсюлманското богослужение. Според Иван Попов кулата е построена около годината, когато е изградена джамията в Пещера – 1650 г., и има еднакъв градеж с нея; може би е построена и във връзка с джамията. Според други източници кулата е строена, за да не протестират турците, че в тяхната махала се строи българска църква.

- Летовище „Свети Константин“ – на 18 km от града, известно със своя мек климат и красива природа. Построените там ски-влекове създават условия за развитие на зимните спортове, а близкият язовир „Батак“ – за летен плаж и риболов.
- Резерват „Купена“ се намира на 3 km южно от Пещера. Богат е на застрашени от изчезване растителни и животински видове.
- Чинарът пред общината, висок около 26 m, е засаден през пролетта на 1954 г. При засаждането е бил 10-годишен.

Музеи
- Исторически музей – помещава се в сградата на някогашния метох на Кричимския манастир, непосредствено до църквата „Св. Петка“. Експозицията е разположена в 5 зали. Притежава богата колекция от над 8000 експоната, разкриващи живота на територията на общината от периода на неолита. През последните години особено внимание се обръща на археологията в раздел „Праистория“. Находки от този период участват в национални и международни изложби.
- Художествена галерия „Проф. Веселин Стайков“ – създадена е през 1996 г. Фондът и наброява над 350 картини, графики, скулптури, малка пластика, дърворезба и др. Във фонда на галерията се съхраняват творби на проф. Веселин Стайков, доц. Стоян Раканов, Мира Лихчанска, Тодор Хаджиниколов, Никола Димитров, Елена Грънчарова, Владимир Рилски и др.
- Музей в крепостта Перистера (южната кула)

Други
- Църквата „Св. Димитър“ е сред малкото запазени паметници от епохата на Възраждането в България. Строена е в периода 1825 – 1831 г. от известните пещерски строители архитектон Кузман Мичов и първомайстор Питър Казов (Казоолу). Тя е трикорабна, кръстокуполна с притвор и галерия. Техниката и технологическият подход при строежа ѝ е аналогичен на подходите при строежа на най-големите и репрезентативни култови сгради от 19 век. Иконостасът е резбован през 1910 г., но иконите са от 19 век. Особено ценни със своите иконописни достойнства са иконите: „Богородица Одигитрия“ (17 – 18 век), „Велик архангелски събор“ (1830 година), „Св. Димитър“ (19 век). Оригинални са и стенописните изображения в интериора на храма. В централния купол е изписан Христос, а в олтарната част впечатляват богатите композиции „Богородица ширшая“, „Благовещение“ и някои старозаветни пророци.

- Ансамбъл „Славейче“ – общински ансамбъл за народни песни и танци, създаден през 1995 г., наследник на ансамбъл „Здравец“. В него танцуват и пеят 4 възрастови групи и обхващат над 100 деца. Имат изнесени над сто концерта в страната и чужбина. Лауреати са на много фестивали.
- Културен дом – основан през 1980 г. В клубните и кръжочни форми на културен дом Пещера участват над 250 деца. Особено внимание се отделя на развитието на танцовото и музикално изкуство и новите информационни технологии.
- Читалища – на територията на община Пещера има 3 читалища със 100-годишна история. Всички те са с много добри комплектувани библиотечни фондове. В читалищата работят над 20 форми на художествената самодейност и клубове по интереси. в които са заети над 350 самодейци. Материалната база е в много добро състояние.
- Творчески групи – в община Пещера съществуват следните творчески групи: клуб на художниците „Петър Стайков“, литературен клуб „Искри“, клуб на историците и клуб на дейците на културата. Всяка от групите участва със собствени инициативи и прояви в културния календар на общината.
- Паметник костница на загинали за свободата на България.

## Редовни събития
Денят на Пещера се отбелязва ежегодно на 6 май (Гергьовден).
Възобновено е провеждането на ежегоден събор на летовище „Св. Константин“ в последната събота на юли. Събира хора от цяла България.

## Личности
От Пещера и цялата община тръгват към върховете на науката и културата: 2 академици, 23 професори, 10 доценти, 3 ректори на ВУЗ, декан и 2 заместник-декани. Прославят името на България учени като:
Учени
- професор Янко Янев, философ, културолог
- академик Веселин Хаджиниколов, историк
- академик Людмил Стайков, кинорежисьор
- професор Георги Клисуранов, преподавател в МГУ
- професор Димитър Пасков, лекар-фармаколог, откривател на „Нивалина“
- професор Димитър Ранев, хирург
- професор Веселин Стайков, художник, график
- професор Атанас Стаматов, философ, преподавател в МГУ и СУ
- професор Захари Стайков, социолог, учен
- професор Янко Тодоров, учен по антична история, толстоист
- професор Никола Хаджиев, спортист (спортна гимнастика)
- доцент Димитър Пунев, актьор и режисьор
- доцент Георги Стоилов, основател на филиала на Технически университет – София в град Пловдив

Политици
- Георги Кьосеиванов (1884 – 1960), дипломат, министър-председател
- Петър Кьосеиванов (1890 – 1971), политик, адвокат, доктор по право
- Осман Нури Ефенди, български политик[5]
- Никола Стоилов (1915 – 1969), политик (министър на земеделието)
- Михаил Такев (1864 – 1920), политик (министър на вътрешните работи)
- Георги Теохаров (1837 – 1901), юрист, министър на просвещението и правосъдието
- Григор Чешмеджиев (1879 – 1945), политик

Други
- Спас Зафиров (1816 – 1885), учител по гръцки и френски език във Филибе и в Калофер в школата на даскал Ботьо Петков, превел на български език Олендорфовата метода, автор на няколко книги, между които и първата възрожденска любовна стихосбирка „Българска гъсла“ („Българска гусла“).
- Димитър Горов (1840 – 1881), търговец, революционер
- Димитър Проданов (1887 – ?), български революционер от ВМОРО
- Атанас Горов (1856 – 1876), революционер
- Румен Григоров, ветеран на българската кинематография
- Петър Казов (18 – 19 век, след 1864), първомайстор строител
- Йордан Ковачев (1885 – 1966), толстоист, писател, преводач
- Петър Раков (1877 – 1907), български революционер от ВМОРО
- Серафим Тодоров (р. 1969), боксьор
- Николай Учкунов, певец (народни и стари градски песни, 3 албума)
- Цвета Цачева (1900 – 1975), актриса
- Катя Чукова, актриса
- Ат. П. Рачков, 18-годишен, македоно-одрински опълченец, дърводелец, от четата на Стефан Чавдаров[6]

## Други
На Пещера е наречена улица в квартал „Триъгълника-Надежда“ в София (Карта).

## Галерия
- Джамията с главния мост над Стара река
- Читалище „Развитие“
- Централният площад
- Общината
- Църквата „Св. Петка“ и Историческият музей
- Часовниковата кула